# Heinrich Roman Abt
Heinrich Roman Abt (* 15. Januar 1883 in Bünzen; † 27. März 1942 ebenda; heimatberechtigt in Bünzen) war ein Schweizer Politiker (BGB), Agronom und Rechtsanwalt. Er vertrat von 1919 bis zu seinem Tod den Kanton Aargau im Nationalrat.

## Biografie
Der Sohn des Nationalrates Heinrich Eugen Abt und Neffe des Zahnradbahn-Konstrukteurs Carl Roman Abt absolvierte die Bezirksschule in Muri und die Kantonsschule in Aarau. Von 1903 bis 1906 liess er sich an der ETH Zürich zum Ingenieur-Agronomen ausbilden. Anschliessend unterrichtete er bis 1911 in Brugg an der Landwirtschaftlichen Winterschule, wo sein Vater zuvor Rektor gewesen war. 1910 promovierte er mit einer Dissertation über das Aargauer Flurgesetz, im darauf folgenden Jahr erhielt er das Patent als Rechtsanwalt und Notar. 1912 übernahm er den landwirtschaftlichen Betrieb seines Vaters, eröffnete aber auch eine Anwaltspraxis in Wohlen.
Abts politische Karriere begann 1917 mit der Wahl in den Aargauer Grossen Rat, dem er bis 1941 angehörte. 1923/24 war er Grossratspräsident. 1919 wurde er in den Nationalrat als Nachfolger seines Vaters gewählt, im Gegensatz zu diesem aber nicht als Mitglied der FDP, sondern der Aargauer BGB, zu deren Mitbegründern er gehörte. 1921 sorgte er mit einer Motion, welche die Erhöhung der wöchentlichen Arbeitszeit von 48 auf 54 Stunden forderte, für grosses Aufsehen. Im Jahr 1932 war er Nationalratspräsident.
Als Präsident des Verbandes Aargauischer Hutgeflechtsfabrikanten (1920–1942) und mit Einsitz in mehreren Verwaltungsräten (Aargauische Elektrizitätswerke, Nordwestschweizerische Kraftwerke, Schweizerischer Bankverein) versuchte er, zwischen Industrie und Landwirtschaft eine Brückenbauerfunktion einzunehmen. Zu Beginn war der katholische Ultramontanismus sein weltanschauliches Feindbild, ab den 1930er Jahren bestand sein Ziel darin, mit einer Einigung der bürgerlichen Parteien Widerstand gegen Sozialismus und Kommunismus zu leisten. In den 1940er Jahren zeigte Abt Sympathien für die nationalsozialistische Diktatur im Deutschen Reich. Nachdem Generalstabsoffizier Gustav Däniker 1941 aus der Armee entlassen worden war, weil er die «freiwillige Eingliederung» der Schweiz (wenn auch ausdrücklich unter Erhaltung ihrer Eigenstaatlichkeit) in das «neue Europa» unter Führung des Deutschen Reichs gefordert hatte, bezeichnete er diese Massnahme als «ein Landesunglück, und zwar aussen- und innenpolitisch gesehen».